# Haft Sang
Haft Sang (in farsi هفت‌سنگ) è una serie televisiva iraniana trasmessa nel 2014 dal terzo canale della televisione pubblica, la Islamic Republic of Iran Broadcasting (IRIB).
Si tratta di un remake non autorizzato, in violazione quindi delle convenzioni internazionali sul copyright, della sitcom statunitense Modern Family (creata da Christopher Lloyd e Steven Levitan e prodotta dalla 20th Century Fox Television), rispetto alla quale si differenzia per la durata doppia degli episodi, che vedono quindi la regia adottare un ritmo più lento rispetto alla fiction originale, e per l'assenza di personaggi omosessuali. Inoltre, uno dei personaggi originali, Haley, è stato rimpiazzato da una versione maschile. Le attrici protagonisti, come in tutte le contemporanee produzioni televisive iraniane, indossano una hijab.
Con la complicità delle carenti leggi iraniane in materia di tutela del diritto d'autore, la televisione iraniana in precedenza aveva già realizzato remake non ufficiali di serie statunitensi di successo, quali Lost e Prison Break. Tali violazioni sono state criticate anche da critici iraniani; i più conservatori, nonostante gli adattamenti effettuati, contestarono anche la scelta dell'emittente pubblica di proporre una serie "frivola" nel periodo del Ramadan.
Traducibile in italiano come "sette pietre", Haft Sang è anche il nome di un gioco tradizionale iraniano, richiamato nella sigla della serie.

## Personaggi e interpreti
- Nasir, interpretato da Parviz Pourhosseini, è il patriarca della famiglia.
- Mehri, interpretata da Elham Pavehnejad, è la giovane moglie di Nasir.
- Hamed, interpretato da Hamed Kiazal, è il figlio di Nasir e Mehri.
- Leila, interpretata da Shabnam Moghadami, è la figlia maggiore di Nasir.
- Mohsen, interpretato da Mehdi Soltani, è il marito di Leila.
- Amir, interpretato da Arsalan Ghasemi, è il figlio più grande di Leila e Mohsen.
- Shadi, interpretata da Hannaneh Ahadi, è la secondogenita di Leila e Mohsen..
- Shahin, interpretato da Parsa Gharakhanloo, è il figlio più piccolo di Leila e Mohsen.
- Roozbeh, interpretato da Behnam Tashakor, è il figlio di Nasir, che adotta una bambina.
- Elham, interpretata da Farnaz Rahnama, è la moglie di Roozbeh.